# Voleibol Femenino en los Juegos Panafricanos de 2015
El Voleibol Femenino en los Juegos Panafricanos de 2015 se celebró entre los días 4 y 15 de septiembre de 2015 en Brazzaville, capital de la República del Congo y contó con la participación de 12 selecciones nacionales.
Kenia venció en la final a Camerún para ganar la medalla de oro por cuarta ocasión.

## Participantes
| - Argelia - Egipto - Camerún - Congo | - Botsuana - Senegal - Ghana - Kenia | - Nigeria - Mozambique - Cabo Verde - Seychelles |

## Fase de grupos

### Grupo A
| País                | G | G2 | P | P2 | SG | SP | PF  | PC  | Pts |
| ------------------- | - | -- | - | -- | -- | -- | --- | --- | --- |
| Egipto              | 5 | 0  | 0 | 0  | 15 | 0  | 382 | 245 | 15  |
| Seychelles          | 3 | 1  | 1 | 0  | 12 | 7  | 440 | 365 | 11  |
| Botsuana            | 1 | 2  | 2 | 0  | 10 | 8  | 414 | 399 | 7   |
| Senegal             | 2 | 0  | 2 | 1  | 10 | 10 | 420 | 429 | 7   |
| Ghana               | 1 | 0  | 4 | 0  | 5  | 12 | 345 | 396 | 3   |
| República del Congo | 0 | 0  | 5 | 0  | 0  | 15 | 208 | 375 | 0   |

| Fecha  | Local               | Resultado | Visita              | 1     | 2     | 3     | 4     | 5     |
| ------ | ------------------- | --------- | ------------------- | ----- | ----- | ----- | ----- | ----- |
| 2 Sep  | Ghana               | 3–0       | República del Congo | 25–11 | 25–20 | 25–21 | -     | -     |
| 3 Sep  | Senegal             | 2–3       | Seychelles          | 17–25 | 19–25 | 25–23 | 25–22 | 16–18 |
| 3 Sep  | Egipto              | 3–0       | Botsuana            | 32–30 | 25–18 | 25–19 | -     | -     |
| 5 Sep  | Egipto              | 3–0       | República del Congo | 25–9  | 25–6  | 25–6  | -     | -     |
| 5 Sep  | Senegal             | 3–1       | Ghana               | 25–16 | 18–25 | 25–21 | 25–23 | -     |
| 5 Sep  | Botsuana            | 1–3       | Seychelles          | 16–25 | 21–25 | 25–21 | 23–25 | -     |
| 7 Sep  | Botsuana            | 3–0       | República del Congo | 25–22 | 25–16 | 25–19 | -     | -     |
| 7 Sep  | Ghana               | 1–3       | Seychelles          | 26–24 | 14–25 | 14–25 | 17–25 | -     |
| 7 Sep  | Egipto              | 3–0       | Senegal             | 25–15 | 25–16 | 25–16 | -     | -     |
| 9 Sep  | Senegal             | 2–3       | Botsuana            | 17–25 | 25–20 | 21–25 | 25–23 | 15–17 |
| 9 Sep  | Egipto              | 3–0       | Ghana               | 25–21 | 25–17 | 25–15 | -     | -     |
| 9 Sep  | República del Congo | 0–3       | Seychelles          | 6–25  | 13–25 | 13–25 | -     | -     |
| 11 Sep | Egipto              | 3–0       | Seychelles          | 25–18 | 25–23 | 25–16 | -     | -     |
| 11 Sep | Botsuana            | 3–0       | Ghana               | 25–22 | 27–25 | 25–17 | -     | -     |
| 11 Sep | Senegal             | 3–0       | República del Congo | 25–19 | 25–13 | 25–14 | -     | -     |

### Grupo B
| País       | G | G2 | P | P2 | SG | SP | PF  | PC  | Pts |
| ---------- | - | -- | - | -- | -- | -- | --- | --- | --- |
| Camerún    | 4 | 1  | 0 | 0  | 15 | 2  | 411 | 274 | 14  |
| Kenia      | 4 | 0  | 0 | 1  | 14 | 4  | 420 | 337 | 13  |
| Argelia    | 3 | 0  | 2 | 0  | 10 | 7  | 382 | 327 | 9   |
| Nigeria    | 2 | 0  | 3 | 0  | 7  | 12 | 337 | 388 | 6   |
| Cabo Verde | 0 | 1  | 4 | 0  | 4  | 14 | 324 | 423 | 2   |
| Mozambique | 0 | 0  | 4 | 1  | 2  | 15 | 282 | 407 | 1   |

| Fecha  | Local      | Resultado | Visita     | 1     | 2     | 3     | 4     | 5    |
| ------ | ---------- | --------- | ---------- | ----- | ----- | ----- | ----- | ---- |
| 2 Sep  | Nigeria    | 3–0       | Mozambique | 25–19 | 25–21 | 25–21 | -     | -    |
| 2 Sep  | Kenia      | 3–1       | Argelia    | 23–25 | 25–19 | 25–15 | 25–23 | -    |
| 3 Sep  | Camerún    | 3–0       | Cabo Verde | 25–18 | 25–11 | 25–12 | -     | -    |
| 6 Sep  | Kenia      | 2–3       | Camerún    | 27–25 | 25–21 | 15–25 | 19–25 | 9–15 |
| 6 Sep  | Mozambique | 2–3       | Cabo Verde | 25–27 | 25–16 | 23–25 | 26–24 | 6–15 |
| 6 Sep  | Argelia    | 3–1       | Nigeria    | 21–25 | 25–12 | 25–13 | 25–15 | -    |
| 8 Sep  | Kenia      | 3–0       | Nigeria    | 25–16 | 25–17 | 25–19 | -     | -    |
| 8 Sep  | Argelia    | 3–0       | Cabo Verde | 25–13 | 25–19 | 25–11 | -     | -    |
| 8 Sep  | Camerún    | 3–0       | Mozambique | 25–9  | 25–11 | 25–10 | -     | -    |
| 10 Sep | Kenia      | 3–0       | Mozambique | 25–12 | 25–13 | 25–15 | -     | -    |
| 10 Sep | Argelia    | 0–3       | Camerún    | 19–25 | 15–25 | 20–25 | -     | -    |
| 10 Sep | Nigeria    | 3–1       | Cabo Verde | 25–19 | 16–25 | 25–21 | 25–16 | -    |
| 12 Sep | Kenia      | 3–0       | Cabo Verde | 25–13 | 25–14 | 27–25 | -     | -    |
| 12 Sep | Nigeria    | 0–3       | Camerún    | 15–25 | 19–25 | 20–25 | -     | -    |
| 12 Sep | Argelia    | 3–0       | Mozambique | 25–16 | 25–19 | 25–11 | -     | -    |

## Fase final

### Semifinales
| Fecha  | Local   | Resultado | Visita     | 1     | 2     | 3     | 4     | 5     |
| ------ | ------- | --------- | ---------- | ----- | ----- | ----- | ----- | ----- |
| 13 Sep | Camerún | 3–0       | Seychelles | 25–21 | 25–22 | 25–23 | -     | -     |
| 13 Sep | Egipto  | 2–3       | Kenia      | 21-25 | 26–24 | 26–24 | 14–25 | 11-15 |

### Medalla de Bronce
| Fecha  | Local      | Resultado | Visita | 1     | 2    | 3     |
| ------ | ---------- | --------- | ------ | ----- | ---- | ----- |
| 14 Sep | Seychelles | 0-3       | Egipto | 17–25 | 6-25 | 15–25 |

### Final
| Fecha  | Local   | Resultado | Visita | 1     | 2     | 3     | 4     |
| ------ | ------- | --------- | ------ | ----- | ----- | ----- | ----- |
| 14 Sep | Camerún | 1-3       | Kenia  | 25–15 | 14–25 | 15–25 | 19-25 |